# Robert A. Mandell
Robert A. “Bobby” Mandell (nacido en 1947) es un abogado y empresario estadounidense que también se desempeñó como embajador de los Estados Unidos en Luxemburgo desde 2011 hasta 2015.

## Biografía
Mandell ejerció la abogacía antes de unirse a los negocios de desarrollo inmobiliario de su familia. Además, ha estado activo en múltiples estados y organismos gubernamentales nacionales, incluida la Comisión de Regulación Ambiental de Florida, la Autoridad de Autopistas del Condado de Orlando-Orange y el Consejo de Exportación del Presidente.
Mandell fue uno de los principales donantes de las campañas presidenciales de Barack Obama en 2008 y 2012 y apoyó la campaña de Hillary Clinton en 2016. En 2019, el presidente Trump nombró a Mandell para la Junta de Corporaciones de Radiodifusión Pública.
Después de dejar el puesto de embajador, Mandell continuó sirviendo en la junta directiva de Human Rights First  y se unió al Consejo de Embajadores de Estados Unidos. En marzo de 2019, Mandell fue nombrado miembro de la junta directiva de la Corporación para la Transmisión Pública por el presidente Trump.
Es miembro de la junta de directores del centro de estudios bipartidista Think for New American Security.

### Vida personal
Mandell está casado con Julie Walker Mandell y tiene cuatro hijos. Vive en Winter Park, Florida.